# Томас, Джером
Дже́ром Уи́льям То́мас (англ. Jerome William Thomas; 23 марта 1983, Лондон, Англия) — английский футболист, левый полузащитник.

## Биография

### Арсенал
Джером начинал свою спортивную карьеру в молодёжной команде «Лутона», после чего перешёл в «Арсенал». Несмотря на две победы в Молодёжном кубке Англии, ему было трудно пробиться в основной состав канониров, из-за высокой конкуренции в составе. На его позиции выступали Фредди Юнгберг и Робер Пирес. В сезонах 2001/02 и 2002/03, Томас находился в аренде в клубе «Куинз Парк Рейнджерс». В составе обручей футболист забил 3 мяча, а последнюю встречу за команду провёл 29 октября 2002 года во встрече против «Уигана». Однако вернувшись на «Хайбери», Джером так и не смог закрепиться в составе «Арсенала». В сезоне 2003/04, он сыграл всего 3 встречи, и все они были проведены в рамках турнира Кубка Лиги. После перехода Хосе Антонио Рейеса в стан канониров и ряда нападок в сторону Тьерри Анри, футболист отклонил новое трёхлетнее соглашение с «Арсеналом» и принял решение сменить команду.

### Чарльтон Атлетик
2 февраля 2004 года Джером подписал контракт с «Чарльтон Атлетик», срок соглашения был рассчитан на 2,5 года. Сумма сделки между клубами составила 100 000 фунтов стерлингов. Дебют Томаса в составе эддикс состоялся 1 мая 2004 года в домашней встрече с «Лестером». Он быстро стал игроком основного состава «[Чарльтона» и в следующие два сезона провёл в составе эддикс 59 встреч, в которых отличился 4 раза. Свой первый гол за «Чарльтон» футболист провёл в ворота «Тоттенхэма». Благодаря успехам в команде, игрок подписал новый трёхлетний контракт с «Чарльтоном». Начало сезона 2006/07 Джером пропустил из-за перелома ноги. После возвращения в боевую когорту команды Томас вновь стал одним из ключевых игроков «Чарльтона». После вылета «Чарльтона» из Премьер-лиги к футболисту начал проявлять интерес главный тренер «Портсмута» Харри Реднапп. Остаток сезона футболист провёл, находясь в подвешенном состоянии.

### Портсмут
Первые две встречи сезона 2008/09 Джером провёл в составе «Чарльтона», после чего, 15 августа, перебрался в состав «Портсмута» на правах аренды. Дебют в чемпионате страны за «Портсмут» состоялся во встрече с «Челси», которая завершилась поражением помпеи со счётом 4:0. 21 августа 2008 года Томас подписал годичный контракт с «Портсмутом». Таким образом, срок его аренды в состав синих составил всего 6 дней. «Чарльтон» мог получить небольшую выплату за футболиста, в случае если он сыграет определённое количество матчей за «Портсмут». Однако в конце августа Джером получил травму спины. На поле он смог вернуться 6 октября 2008 года, сыграв матч за резервный состав «Портсмута». После полного восстановления, Томас вышел на поле в матче против резерва «Астон Виллы», где сумел заработать пенальти и забить гол. Вернуться в основной состав помпеи у игрока так и не получилось. Всю оставшуюся часть сезона он провёл на скамейке запасных, сумев выйти на поле лишь в последней встрече чемпионата против «Уигана». 1 июля 2009 года Джером покинул «Портсмут» в связи с окончанием контракта.
Летом 2009 года футболист проходил испытательный срок в «Халл Сити» и «Вулверхэмптон Уондерерс», однако ни одна из команд так и не предложила ему контракт.

### Вест Бромвич Альбион
13 августа 2009 года Джером подписал контракт с «Вест Бромвич Альбион» на правах свободного агента. Дебют за новый клуб состоялся через пять дней, во встрече против «Питерборо Юнайтед». Первый мяч за дроздов Томас забил 19 сентября 2009 года во встрече с «Мидлсбро». Через три дня футболист вышел на поле в матче Кубка Лиги против «Арсенала». В одном из эпизодов матча он нарушил правила, в борьбе ударив локтем Джека Уилшира. После этого эпизода Джером предложил свою руку, для того чтобы помочь Джеку подняться. Однако игрок от помощи отказался и якобы сказал что-то нелицеприятное в адрес Томаса, после чего Джером сильно оттолкнул Уилшира. За эту грубость в сторону соперника, футболист был наказан красной карточкой.
После отбытия трёхматчевой дисквалификации игрок вернулся на поле. Это произошло 17 октября 2009 года, во встрече против «Рединга». Джером помог своей команде одержать победу в том матче, забив два мяча в ворота соперника. По ходу сезона Томас стал одним из ключевых игроков команды, проведя в составе «Вест Бромвича» 29 встреч и забив 7 мячей. Однако рецидив травмы спины не дал ему закончить сезон наравне со всеми. Джером сумел залечить травму до начала подготовки к сезону 2010/11, после чего вернулся в боевую когорту команды.

## Личная жизнь
Несмотря на то, что имя футболиста было упомянуто в альбоме Кано «London Town», он не двоюродный брат известного рэпера. В одном из интервью Томас сказал: «Меня постоянно спрашивают об этом. Очевидно, это было написано в Википедии». Также Джером утверждает, что его друг и бывший партнёр по «Чарльтону» Джон Форчун является двоюродным братом Кано.